# Arthur Zanetti
Arthur Nabarrete Zanetti (São Caetano do Sul, 16 aprile 1990) è un ex ginnasta brasiliano, campione olimpico di Londra 2012 negli anelli..

## Palmarès
- Giochi olimpici estivi

Londra 2012: oro negli anelli.
Rio de Janeiro 2016: argento negli anelli.
- Mondiali

Tokyo 2011: argento negli anelli.
Anversa 2013: oro negli anelli.
Nanning 2014: argento negli anelli.
Doha 2018: argento negli anelli.
- Giochi panamericani

Guadalajara 2011: oro nel concorso a squadre e argento negli anelli.
Toronto 2015: oro negli anelli e argento nel concorso a squadre.
Lima 2019: oro nel concorso a squadre e argento negli anelli.
- Campionati panamericani di ginnastica artistica

Rosario 2008: bronzo negli anelli e al corpo libero.
Mississauga 2014: oro negli anelli e bronzo nella gara a squadre e al corpo libero.
Rio de Janeiro 2022: oro negli anelli e argento nella gara a squadre.
- Giochi mondiali universitari

Shenzhen 2011: oro negli anelli.
Kazan 2013: oro negli anelli.